# Saspers
Els saspers (en georgià სასპერები) era el nom que tenia una confederació tribal dels georgians. Els muskhi van emigrar cap al nord al segle xiii aC, i al segle vi aC els seus descendents, els meskhi, s'havien establert a la Geòrgia central i formaven una confederació que al segle següent Heròdot anomena confederació dels saspirs. A finals del segle v aC es van enfrontar amb els Aquemènides, que van ocupar el sud del país i no els van poder sotmetre. Al segle iv aC els saspers van ocupar la part oriental de la Còlquida. Aquesta confederació, com havia passat amb els seus veïns occidentals, segurament es va convertir en un regne anomenat Regne d'Ibèria (probablement derivat de Saspers = Speri = Hberi = Iberi).
A les fonts clàssiques són anomenats saspirs (en llatí saspires o saspiri, en grec antic Σάσπειρες, Σασπειροί) i es diu (Heròdot i Esteve de Bizanci) que eren un poble que vivia al sud de la Còlquida i al nord de Mèdia a la regió centre-oriental d'Ibèria, però Apol·loni de Tíana els situa a la costa. Estaven inclosos a la satrapia XVIII de Pèrsia al segle V aC i vestien i anaven armats de manera similar als colquis, és a dir portaven cas de fusta, petits escuts de pell, llances curtes i espasa.